# Eilema bipuncta
Eilema bipuncta är en fjärilsart som beskrevs av Jacob Hübner 1827. Eilema bipuncta ingår i släktet Eilema och familjen björnspinnare. Inga underarter finns listade i Catalogue of Life.